# Katharine Basset
Katharine Basset, ofta felaktigt kallad Elizabeth Basset, född 1522, död efter 1558, var en engelsk hovdam.
Hon var dotter till Sir John Bassett och Honor Grenville. Hon var 1540 tillsammans med sin syster Anne Basset hovdam hos drottning Anna av Kleve. Hon fängslades för förräderi under kungens skilsmässa från Katarina Howard därför att hon hade hörts säga att kungens otur i äktenskapet med Howard var ett gudomligt bevis på att hans skilsmässa från Anna av Kleve var felaktig. 